# De kukelhaan
De kukelhaan is een Nederlandstalig kinderboek met versjes van Paul Biegel en illustraties van de Tsjechoslowaak Adolf Zábranský. Het oorspronkelijke Tsjechoslowaakse werk werd in 1964 uitgegeven als Zlatá brána otevrená bij uitgeverij Artia in Praag, en was gevuld met tekeningen geïnspireerd op oude Tsjechische versjes. Aan Biegel werd gevraagd nieuwe gedichten te verzinnen die bij de tekeningen pasten, en het resultaat werd in 1964 uitgegeven bij Uitgeverij Holland in Haarlem. De eerste editie werd geïllustreerd door Babs van Wely.